# Škoda T-15
Lo Škoda T-15 era un carro armato leggero cecoslovacco, progettato nel Protettorato di Boemia e Moravia sotto occupazione della Germania nazista nel 1940 e rimasto allo stadio di prototipo. La denominazione ufficiale presso la Wehrmacht era Panzerspähwagen II Ausführung Škoda.

## Storia
Il 15 settembre 1939 il Heereswaffenamt (ufficio armamenti della Wehrmacht) emise nuove specifiche per un carro da ricognizione pesantemente protetto con corazzatura frontale da 30 mm, armamento principale da 20 o 37 mm e velocità massima di almeno 50 km/h. Inizialmente le specifiche vennero inviate all'industria tedesca MAN, ma il 31 luglio 1940 furono coinvolte anche due industrie della Cecoslovacchia occupata, la Škoda e la BMM (ex ČKD). 
Il progetto, denominato in fabbrica Škoda T-15 rappresentava una versione migliorata, con scafo saldato, del Panzer 38(t), sempre prodotto dalla Škoda. La corazzatura era di 30 mm frontali e 25 mm sui fianchi. La nuova torretta, di forma ricurva, era dotata di cupola per il capocarro ed era equipaggiata con il cannone anticarro cecoslovacco Škoda 3,7 cm A7 (3,7 cm KwK 38 (t) per l'occupante tedesco). Il treno di rotolamento, di nuova concezione, era costituito da quattro grandi ruote dotate di balestre semiellittiche e tre di rulli reggicingolo, con ruota motrice posteriore e ruota di rinvio anteriore. 
Il primo prototipo fu terminato nell'ottobre 1941 e il secondo a dicembre dello stesso anno. I test condotti tra marzo e ottobre 1942 portarono a una serie di modifiche sui successivi prototipi: modifiche alla forma della torretta e della corazzatura laterale, aggiunta di una feritoia laterale per il piota, riprogettazione della cupola del capocarro, sostituzione della mitragliatrice cecoslovacca ZB-53 con una MG 34 tedesca. Venne anche valutata la sostituzione del cannone da 37 mm con uno da 47 o da 50 mm. 
L'interesse per lo sviluppo del carro scemò nel 1942, a favore del più avanzato Panzer II Ausf.L Luchs. L'azienda continuò lo sviluppo ma dei cinque prototipi previsti ne vennero terminati solo quattro, poiché nel 1944 era iniziata la produzione di massa del Luchs.